# 톤비
《톤비》(トンビ, TOMBI: Father and Son)는 일본에서 제작된 제제 다카히사 감독의 2022년 드라마 영화이다.

## 출연

### 주연
- 아베 히로시 : 이치카와 야스오 역
- 키타무라 타쿠미 : 이치카와 아키라 역

### 조연
- 안 : 유미 역
- 야스다 켄 : 미츠모 역
- 오오시마 유코 : 유키에 역
- 하마다 가쿠 : 히로사와 역
- 우카지 타카시 : 비토 사장 역
- 오미 토시노리 : 하기모토 과장 역
- 요시오카 무츠오 : 쿠즈하라 역
- 우노 쇼헤이 : 도쿠산 역
- 키류 마이 : 야스코 역
- 이노와키 카이 : 켄스케 역
- 타나베 모모코 : 미츠키 역
- 다나카 테츠시 : 시마노 아키유키 역
- 토요하라 코스케 : 편집장 역
- 시마다 큐사쿠 : 출판사 SECURITY GUARD 역
- 무라카미 준 : 무라타 역
- 마로 아카지 : 카이운 역
- 아소 쿠미코 : 이치카와 미사코 역
- 야쿠시마루 히로코 : 타에코 역

## 기타
- 원작자: 시게마츠 기요시
- 수입사: (주)미디어캐슬